# Легка атлетика на літніх Олімпійських іграх 2008 — метання диска (чоловіки)
Змагання з метання диска серед чоловіків на літніх Олімпійських іграх 2008 року у Пекіні проходили 16 серпня (кваліфікація) і 19 серпня (фінал) на Національному стадіоні.

## Медалісти
| Золото                | Срібло                      | Бронза                   |
| Герд Кантер · Естонія | Пйотр Малаховський · Польща | Віргіліюс Алекна · Литва |

## Кваліфікація учасників
Національний олімпійський комітет (НОК) кожної країни мав право заявити для участі у змаганнях не більше трьох спортсменів, які виконали норматив А (64,50 м) у кваліфікаційний період з 1 січня 2007 року по 23 липня 2008 року. Також НОК міг заявити не більше одного спортсмена з тих, хто виконав норматив B (62,50 м) за той же період. Кваліфікаційні нормативи були встановлені ІААФ.

## Рекорди
Дані наведено на початок Олімпійських ігор 
| Світовий рекорд     | Юрген Шульт (НДР)        | 74,08 м | Нойбранденбург (НДР) | 6 червня 1986 року  |
| Олімпійський рекорд | Віргіліюс Алекна (Литва) | 69,89 м | Афіни (Греція)       | 23 серпня 2004 року |

За підсумками змагань обидва рекорди залишилися незмінними.

## Змагання
Для потрапляння у фінал спортсменам необхідно у кваліфікації показати результат не гірший за 64,50 м. У фінал потрапляють мінімум 12 атлетів. Якщо кількість атлетів, що виконали кваліфікацію, більша, то у фінал потрапляють усі спортсмени, що виконали кваліфікацію. У тому випадку, якщо кількість атлетів, що виконали кваліфікацію, менш як 12, то відбір у фінал проходять за найкращим результатом.
Результати вказано у метрах. Також використані такі скорочення:
| - Q — виконаний кваліфікаційний норматив - q — кваліфікований за найкращим результатом серед атлетів, що не виконали кваліфікаційний норматив - DNS — не стартував | - SB — найкращий результат у сезоні - PB — найкращий результат у кар'єрі | - NR — національний рекорд - NM — немає жодної залікової спроби - Х — заступ |

### Кваліфікація

#### Група А
16 серпня 2008, 10:40
| Місце | Спортсмен                 | Країна            | 1     | 2     | 3     | Результат | Примітки |
| ----- | ------------------------- | ----------------- | ----- | ----- | ----- | --------- | -------- |
| 1.    | Пйотр Малаховський        | Польща            | 65,94 | —     | —     | 65,94     | Q        |
| 2.    | Віргіліюс Алекна          | Литва             | 65,84 | —     | —     | 65,84     | Q        |
| 3.    | Богдан Піщальніков        | Росія             | 62,68 | 63,93 | 64,60 | 64,60     | Q        |
| 4.    | Маріо Пестано             | Іспанія           | 64,42 | 61,16 | х     | 64,42     | q        |
| 5.    | Роберт Гартінг            | Німеччина         | 64,19 | х     | х     | 64,19     | q        |
| 6.    | Александер Таммерт        | Естонія           | 57,79 | 61,57 | 63,10 | 63,10     | q        |
| 7.    | Роберт Фазекаш            | Угорщина          | х     | 61,61 | 62,64 | 62,64     | q        |
| 8.    | Габор Мате                | Угорщина          | х     | 55,15 | 62,44 | 62,44     |          |
| 9.    | Дмитро Сіваков            | Білорусь          | 59,64 | х     | 61,75 | 61,75     |          |
| 10.   | Майкл Робертсон           | США               | 60,97 | 61,64 | х     | 61,64     |          |
| 11.   | Кейсі Мелоун              | США               | 59,48 | х     | 61,26 | 61,26     |          |
| 12.   | Омар Ахмед Ель Газалі     | Єгипет            | 59,71 | 58,95 | 60,24 | 60,24     |          |
| 13.   | Олексій Семенов           | Україна           | 57,84 | 60,18 | 59,41 | 60,18     |          |
| 14.   | Аббас Самімі              | Іран              | 58,01 | 59,92 | 58,85 | 59,92     |          |
| 15.   | Хорхе І. Ернандес         | Куба              | х     | 59,60 | 59,58 | 59,60     |          |
| 16.   | Ян Марцелл                | Чехія             | 59,52 | х     | 56,31 | 59,52     |          |
| 17.   | Бенн Харрадіне            | Австралія         | 58,55 | 57,50 | 57,91 | 58,55     |          |
| 18.   | Султан Мубарак аль-Давуді | Саудівська Аравія | 56,29 | 55,54 | 56,24 | 56,29     |          |
| 19.   | Вадим Грановський         | Молдавія          | 56,19 | х     | 55,78 | 56,19     |          |

#### Група B
16 серпня 2008, 12:05
| Місце | Спортсмен             | Країна             | 1     | 2     | 3     | Результат | Примітки |
| ----- | --------------------- | ------------------ | ----- | ----- | ----- | --------- | -------- |
| 1.    | Рутгер Сміт           | Нідерланди         | 64,09 | 65,65 | —     | 65,65     | Q        |
| 2.    | Франк Касаньяс        | Іспанія            | х     | х     | 64,99 | 64,99     | Q        |
| 3.    | Герд Кантер           | Естонія            | 59,65 | 64,66 | —     | 64,66     | Q        |
| 4.    | Рашид Шафі Аль-Досарі | Катар              | 63,83 | 63,72 | 61,60 | 63,83     | q        |
| 5.    | Франц Крюгер          | Фінляндія          | х     | 58,60 | 62,48 | 62,48     | q        |
| 6.    | Мярт Ізраель          | Естонія            | 61,98 | 59,78 | 61,63 | 61,98     |          |
| 7.    | Ехсан Хаддад          | Іран               | 61,08 | х     | 61,34 | 61,34     |          |
| 8.    | Герхард Майер         | Австрія            | 61,32 | х     | 58,13 | 61,32     |          |
| 9.    | Еркюмент Олгунденіз   | Туреччина          | 58,99 | 60,83 | х     | 60,83     |          |
| 10.   | Золтан Кеваго         | Угорщина           | 60,79 | 59,46 | 60,44 | 60,79     |          |
| 11.   | Вікас Говда           | Індія              | 59,58 | х     | 60,69 | 60,69     |          |
| 12.   | Ян Вальтц             | США                | 60,02 | х     | х     | 60,02     |          |
| 13.   | Мартін Марич          | Хорватія           | 59,25 | х     | 59,09 | 59,25     |          |
| 14.   | Хорхе Бальєнго        | Аргентина          | 58,71 | 58,82 | х     | 58,82     |          |
| 15.   | Ніклас Арреніус       | Швеція             | 56,64 | 58,22 | 56,77 | 58,22     |          |
| 16.   | Ханнес Кірхлер        | Італія             | х     | х     | 56,44 | 56,44     |          |
| 17.   | Хайдар Насер Шахід    | Ірак               | 54,19 | х     | х     | 54,19     |          |
| 18.   | Ерік Маттіас          | Віргінські острови | 47,87 | 50,87 | 53,11 | 53,11     |          |

### Фінал
19 серпня 2008, 21:00
| Місце | Спортсмен             | Країна     | 1     | 2     | 3     | 4     | 5     | 6     | Результат | Примітки |
| ----- | --------------------- | ---------- | ----- | ----- | ----- | ----- | ----- | ----- | --------- | -------- |
| 1.    | Герд Кантер           | Естонія    | 63,44 | 66,38 | 62,75 | 68,82 | х     | 65,98 | 68,82     |          |
| 2.    | Пйотр Малаховський    | Польща     | 66,45 | 67,82 | 66,98 | 63,91 | 65,78 | х     | 67,82     |          |
| 3.    | Віргіліюс Алекна      | Литва      | х     | 65,77 | 64,42 | 67,79 | х     | 67,18 | 67,79     |          |
| 4.    | Роберт Гартінг        | Німеччина  | 65,58 | 64,84 | 67,09 | х     | х     | 66,51 | 67,09     |          |
| 5.    | Франк Касаньяс        | Іспанія    | 59,54 | 62,16 | 64,46 | 64,11 | 64,97 | 66,49 | 66,49     |          |
| 6.    | Богдан Піщальніков    | Росія      | 64,09 | 64,25 | 61,13 | 65,88 | х     | х     | 65,88     | PB       |
| 7.    | Рутгер Сміт           | Нідерланди | 64,61 | 65,31 | 64,36 | 64,25 | х     | 65,39 | 65,39     |          |
| 8.    | Роберт Фазекаш        | Угорщина   | 62,25 | 63,43 | 76,83 | х     | х     | 59,34 | 63,43     |          |
|       |                       |            |       |       |       |       |       |       |           |          |
| 9.    | Маріо Пестано         | Іспанія    | 60,46 | 62,84 | 63,42 |       |       |       | 63,42     |          |
| 10.   | Рашид Шафі Аль-Досарі | Катар      | 59,62 | х     | 62,55 |       |       |       | 62,55     |          |
| 11.   | Франц Крюгер          | Фінляндія  | 61,98 | 61,80 | 60,71 |       |       |       | 61,98     |          |
| 12.   | Александер Таммерт    | Естонія    | х     | 61,32 | 61,38 |       |       |       | 61,38     |          |